# Teizo Takeuchi
Teizo Takeuchi (竹内 悌三 Takeuchi Teizo?,  6 de noviembre de 1908 en Tokio - 12 de abril de 1946 en Óblast de Amur) fue un futbolista japonés que se desempeñaba como defensa.
Takeuchi jugó 4 veces para la selección de fútbol de Japón entre 1930 y 1936. Takeuchi fue elegido para integrar la selección nacional de Japón para los Juegos Olímpicos de Verano de 1936.

## Trayectoria

### Clubes
| Club                         | País  | Año  |
| ---------------------------- | ----- | ---- |
| Tokyo Imperial University LB | Japón | ???? |

### Selección nacional
| Selección | País  | Año         |
| --------- | ----- | ----------- |
| Absoluta  | Japón | 1930 - 1936 |

## Estadística de equipo nacional
| Selección de Japón | Selección de Japón | Selección de Japón |
| Año                | Part.              | Goles              |
| ------------------ | ------------------ | ------------------ |
| 1930               | 2                  | 0                  |
| 1931               | 0                  | 0                  |
| 1932               | 0                  | 0                  |
| 1933               | 0                  | 0                  |
| 1934               | 0                  | 0                  |
| 1935               | 0                  | 0                  |
| 1936               | 2                  | 0                  |
| Total              | 4                  | 0                  |

## Palmarés

### Distinciones individuales
| Distinción                                      | Año  |
| ----------------------------------------------- | ---- |
| Inducido al Salón de la Fama del fútbol japonés | 2006 |